# 반영 감정
반영 감정(反英感情)은 영국과 영국 정부, 영국의 해외 영토 등 영국인과 영국 문화등에 대한 적대 감정을 말한다.

## 아르헨티나
아르헨티나의 반영 감정은 포클랜드 제도 영유권 분쟁에서부터 시작된다. 그 결과 양국 사이에선 포클랜드 전쟁이 일어났고, 아르헨티나가 패하면서 반영 감정이 극에 달했다.

## 스페인
엘리자베스 1세가 스페인의 상선을 상대로 노략질을 하던 프랜시스 드레이크를 해군사령관으로 임명한 것이 원인이 되어 양국은 큰 전투를 치렀는데 이 전투에서 프랜시스 드레이크가 스페인의 무적함대를 크게 격파했다. 이외에도 지브롤터 문제로 인하여 스페인의 반영 감정이 만연하다.

## 프랑스
반영 감정이 제일 심한 나라 중의 하나로서 프랑스와 영국은 수 백 년 이상 다퉈왔다. 프랑스의 전설적 영웅 쟌다르크는 영국을 격파했기 때문에 전설적 영웅이 된 것이며 나폴레옹 보나파르트 역시 영국과 여러 차례 전쟁을 치렀다.

## 독일
제2차 세계대전때부터 이 두 나라는 서로 앙숙이며 때문에 각종 스포츠 대회를 비롯한 국가대항전에서는 독일인들의 반영 감정을 볼 수 있다. 특히 1966년 FIFA 월드컵 결승전에서 독일은 당대 기준으로 펠레와 쌍벽을 이루는 스타플레이어인 프란츠 베켄바워가 뛰는 강팀임에도 불구하고 온갖 편파판정 끝에 잉글랜드에게 패하고 준우승을 차지했을 때 독일인들의 반영감정이 극에 달했다. 특히 독일의 축구팬들은 잉글랜드의 노골 장면을 카메라로 촬영해서 증거로 FIFA에 제출했음에도 불구하고 FIFA 측은 이를 묵살하고 골로 인정했다.

## 중국 및 아시아, 아프리카 국가들
서양 세력이 아시아, 아프리카로 진출해 오자 식민지 지배, 침탈 등으로 반영 감정이 심했다.

## 같이 보기
- 반제국주의
- 반미주의
- 반독 감정
- 반러 감정
- 인종 차별